# Iacob Botoșanschi
Iacob Botoșanschi (în rusă Яков Абрамович Ботошанский, în idiș ‏יעקבֿ באָטאָשאַנסקי‏‎, n. 6 august 1895, Chilia Nouă, gubernia Basarabia, Imperiul Rus – d. 26 octombrie 1964, Johannesburg, Africa de Sud) a fost un scriitor, jurnalist, dramaturg și regizor de teatru evreu basarabean, care a scris în limba idiș. A activat în România și în Argentina.

## Biografie
Originar din Bugeac, Botoșanschi a început să publice în limba rusă, la Odesa. S-a mutat în 1914 în București, împreună cu Iacob Sternberg. Împreună cu acesta și cu Eliezer Steinbarg edita revista "Der Vaker" (ziar în limba idiș afiliat Partidului Socialist Român).
Călătorind în 1923 în Argentina și revenind în 1925 în România s-a stabilit apoi definitiv în Buenos Aires, unde a devenit un poet marcant al comunității evreiești locale. În 1951 era președintele Uniunii Scriitorilor Evrei din Argentina.
A decedat în anul 1964, în timp ce se afla în vizită în Africa de Sud.